# ネッカーゲラハ
ネッカーゲラハ (ドイツ語: Neckargerach) は、ドイツ連邦共和国バーデン＝ヴュルテンベルク州ネッカー＝オーデンヴァルト郡の町村（以下、本項では便宜上「町」と記述する）。

## 地理

### 位置
この町は、州内でよく知られた保養地であり、ネッカー川および古城街道の、いずれもハイデルベルクとハイルブロンの間に位置する。町域は、ネッカータール＝オーデンヴァルト自然公園に含まれ、標高は129mから380mである。

### 自治体の構成
この町は、2つの地区からなる。首邑であるネッカーゲラハがネッカー川右岸に、合併統合された村であるグッテンバッハ地区が左岸に位置している。ネッカーゲラハとビーナウ、ヴァルトブルン、ツヴィンゲンベルクで形成されるネッカーゲラハ＝ヴァイトブルン自治体行政連合の本部が置かれている。

## 歴史

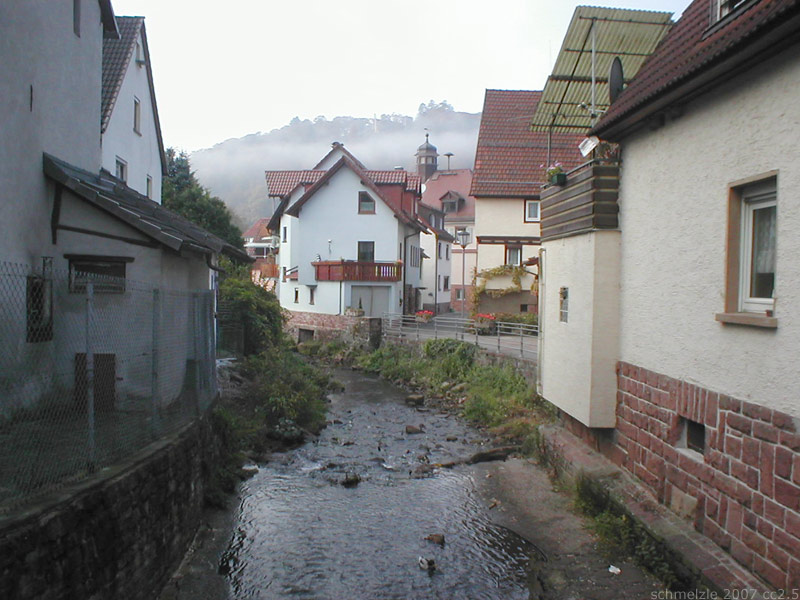
ネッカーゲラハを流れるゼーバッハ川。かつては「ゲラハ川」と呼ばれていた。

ネッカーゲラハは、976年に Gerahaとして初めて記録されている。この名称は川が勢いよく流れる場所によく付けられた一般的な名前であった。この村を貫いて流れる川にも同じ名前が付けられていた。この村は、何世紀にもわたり、Gerachと呼ばれたが、1700年頃に同名の他の村と区別するためにNeckargerachと改名された。ゲラハ川は、1676年にゼーバッハ川と改名されている。この村には漁師や船乗りが定住した。
第二次世界大戦中、ネッカーゲラハにネッカーエルツ強制収容所の司令部が置かれた。1945年3月22日の連合軍の空爆は、小さな村のネッカータール鉄道の路線上に百発以上の爆撃がなされた。1200人の住人のうち200人以上が亡くなった。兵士や強制収容所収容者にもわずかながら犠牲者が出た。
1972年12月31日にグッテンバッハが合併した。

## 行政

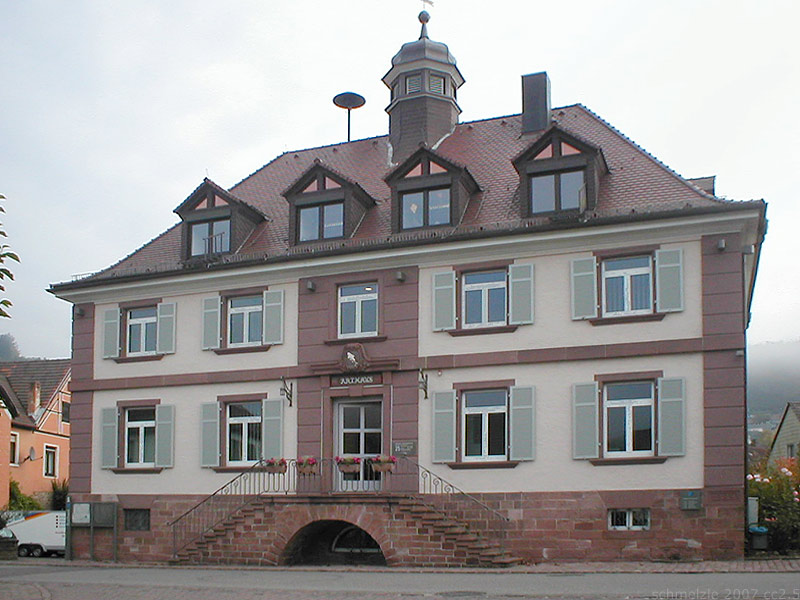
ネッカーゲラハの町役場

### 議会
この町の議会は13議席からなる。

### 首長
第二次世界大戦後の首長を列記する。
- 1945年 - 1965年: カール・ヴェットマン
- 1965年 - 1974年: ペーター・キルヒェシュ
- 1974年 - 2006年: ペーター・キルヒェシュ, Jr.
- 2006年 - 2010年: ラルフ・シュネル
- 2010年 - : ノーマン・リンク

### 紋章
青地に、赤い斑点を持つ銀（白）のマスが斜めに配置されている。魚は川沿いの町であることとネッカー川の漁業を示している。

## 文化と見所

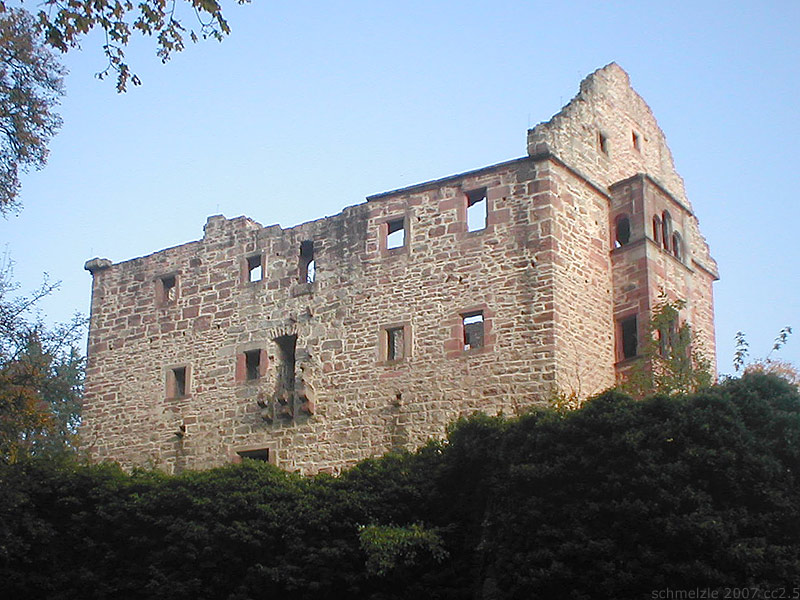
ミンネブルク城趾

- 16世紀に現在の規模に拡大され、17世紀に破壊されたミンネブルク城は、ネッカーゲラハからネッカー川の対岸にあたるネッカーカッツェンバッハ地区にある。城主の権利から、グッテンバッハ区の歴史と密接な関係がある。その場所によりミンネブルクは、ネッカーゲラハの象徴的な建造物になっている。
- プロテスタント教会とカトリックの聖アフラ教会。カトリック教会は町の高台に立つ歴史的建造物で、数十年前に拡張され、2つのめの塔が増築された。
- 町役場は、1513年建造の先代の建物に替わって1925年に建造された。1965年と1980年に拡張され、2003年から2004年に大規模な修復が行われた。

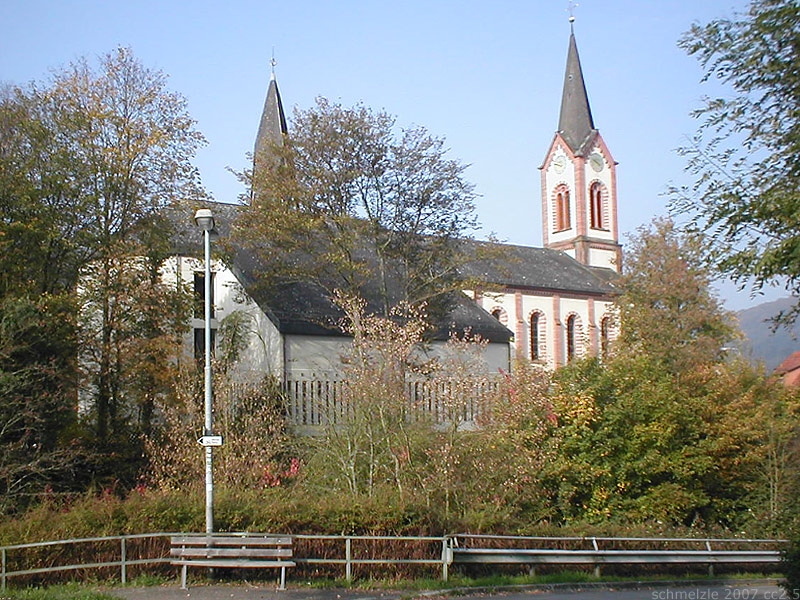
聖アフラ・カトリック教会
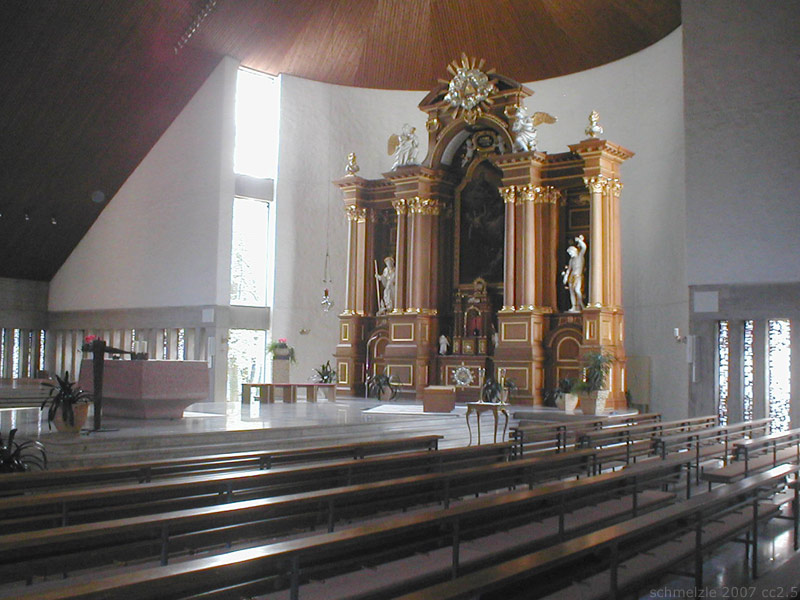
カトリック教会の祭壇室
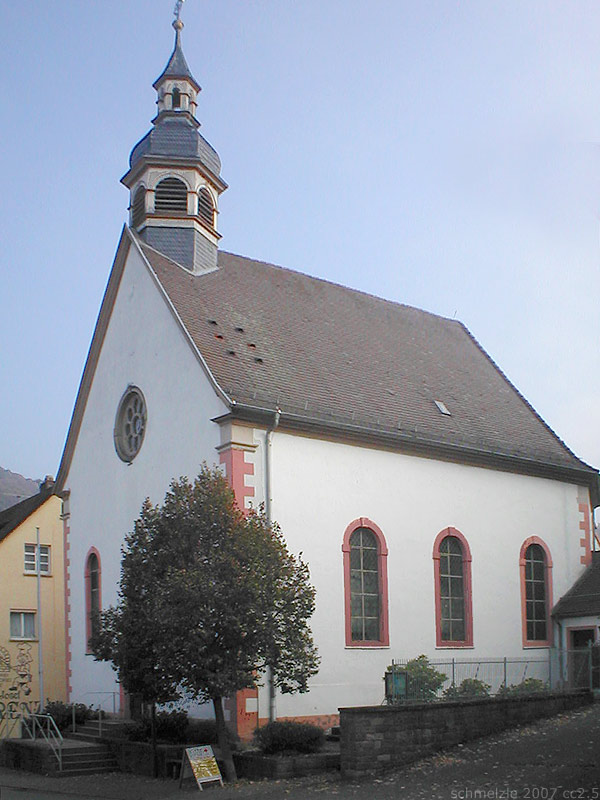
プロテスタント教会

- グッテンバッハ区にも、旧村役場や2つの教会など、特筆すべき建築がある。

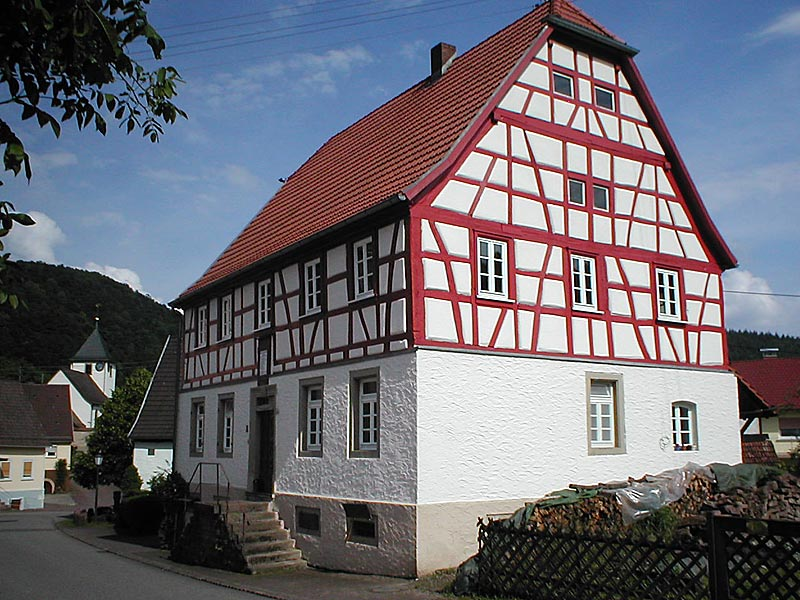
グッテンバッハの旧村役場
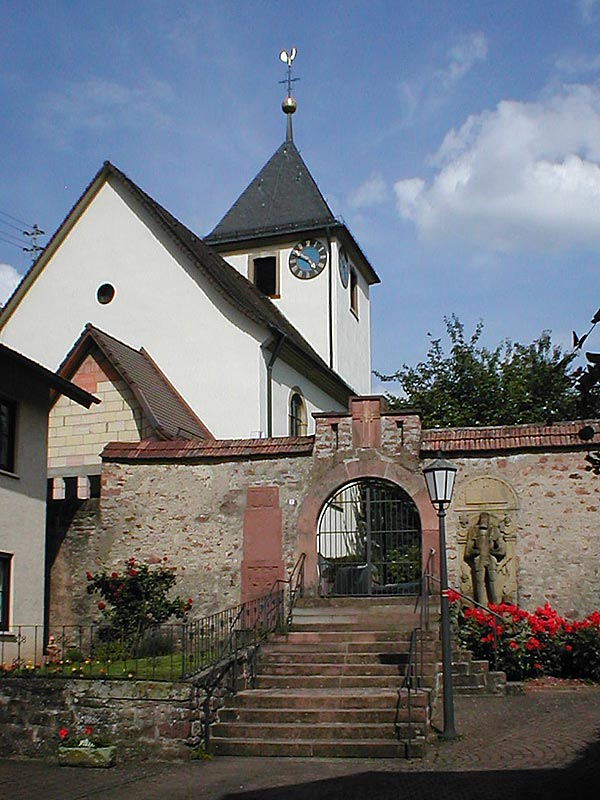
グッテンバッハのカトリック教会
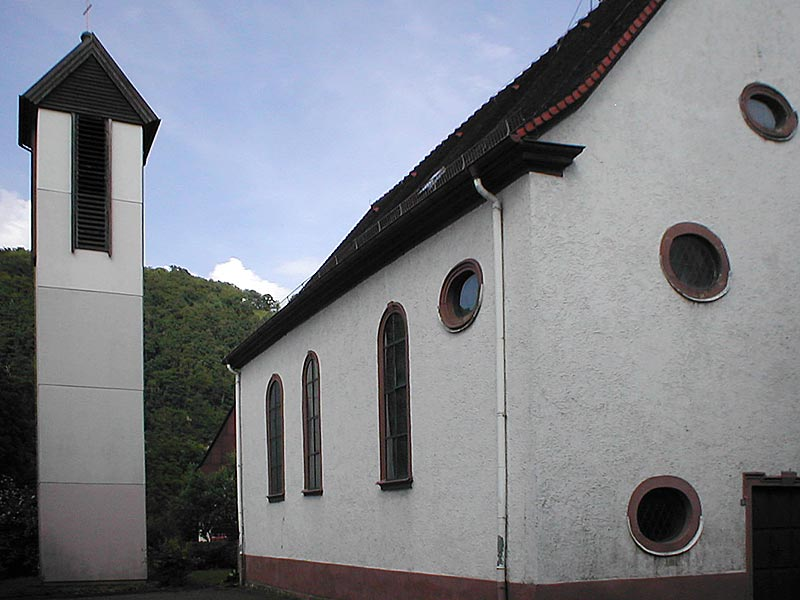
グッテンバッハのプロテスタント教会
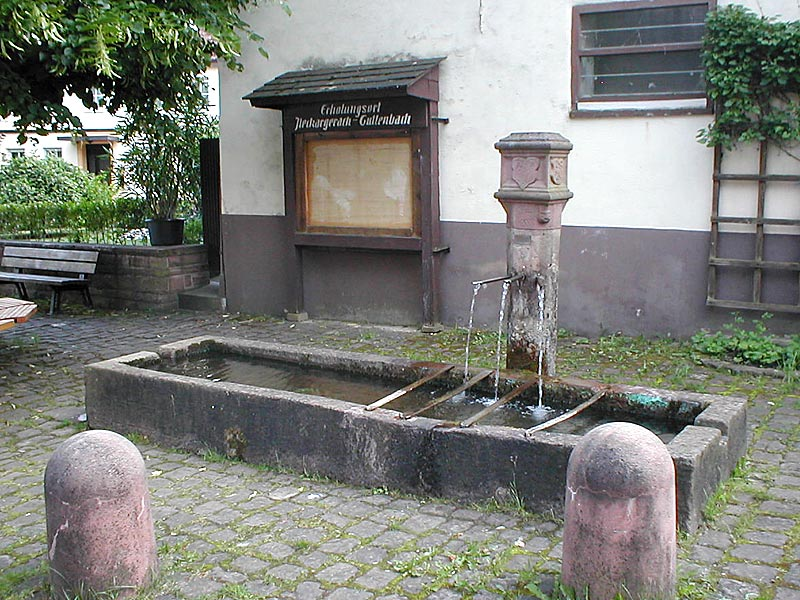
グッテンバッハ、村の泉

### 余暇と文化

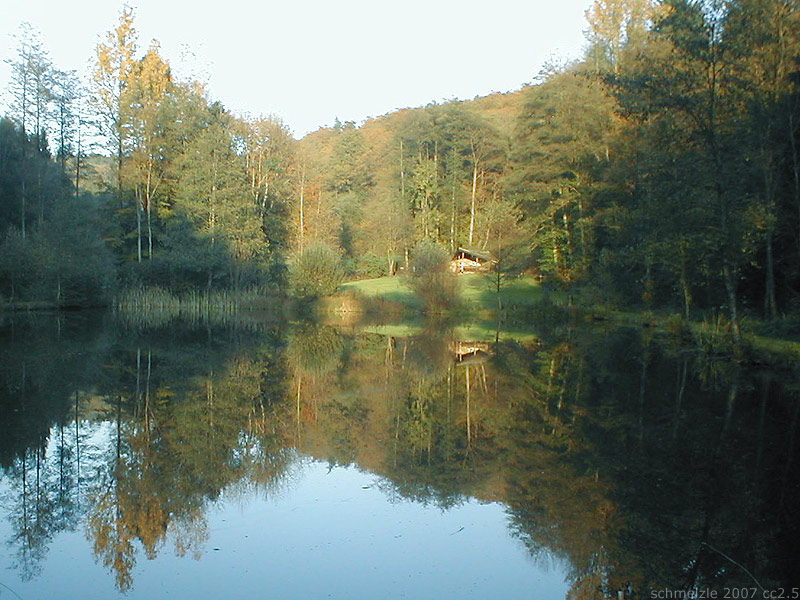
ヴァルトゼー湖

- 1940年から自然保護区に指定されているマルガレーテン渓谷を通る遊歩道や、町の郊外にあるヴァルトゼー湖やロイフェルツミューレへの遊歩道。
- ネッカー川の河畔では、釣りやウォータースポーツが楽しめ、キャンプ場が整備され、その堤は遊歩道やサイクリングロードに利用されている。ツヴィンゲンベルク方面の郊外にはペタンク場も造られている。
- 郷土博物館では、この地方の、手工業、農業、民家造りや水運技術について学ぶことができる。

## 経済と社会資本

### 交通
この町は、連邦道B37号線に面しており、ネッカーゲラハとグッテンバッハの間に橋が架かっている。ネッカーゲラハは、ネッカータール鉄道ハイデルベルク - バート・フリードリヒスハル＝ヤクストフェルト線上にあり、2003年からはラインネッカーSバーンの列車が30分ごとに発着する。この他にモースバッハやエーバーバッハへのバス路線もある。

## 人物

### 出身者
- オイゲン・ライプフリート（1897年 - 1978年）政治家(CDU)。バーデン＝ヴュルテンベルク州元農業大臣

## 引用
1. ↑  Statistisches Landesamt Baden-Württemberg – Bevölkerung nach Nationalität und Geschlecht am 31. Dezember 2023 (CSV-Datei)
2. ↑   1945年3月22日の空爆